# 関西アーバン銀行
株式会社関西アーバン銀行（かんさいアーバンぎんこう）は、かつて存在した関西みらいフィナンシャルグループ傘下の第二地方銀行。大阪府大阪市中央区に本店を置いていた。2019年4月1日に近畿大阪銀行と合併し、関西みらい銀行となった。

## 概要
2004年2月1日に、関西銀行と幸福銀行の営業を譲り受けた関西さわやか銀行が合併して発足。さらに2010年3月1日に滋賀県を地盤とするびわこ銀行と合併した。主に大阪府内や滋賀県内に店舗を構えている。駅前に隣接していない店舗を駅前近辺へ移転と他支店との統廃合するなどの合理化を図る一方、旧びわこ銀店舗を中心に店舗改装を行っている。
2018年4月、りそなホールディングスの子会社で三井住友フィナンシャルグループの関連会社となる関西みらいフィナンシャルグループと株式交換を行い、近畿大阪銀行・みなと銀行の2行と経営統合した。また、2019年4月には関西アーバン銀行と近畿大阪銀行が合併し、関西みらい銀行が誕生した。

## 来歴

### 関西相互銀行の発足
1922年7月1日、京都府相楽郡木津町に山城無尽株式会社として設立され、1944年3月、京都市下京区に本店を移転。戦後1951年10月には相互銀行法の施行に伴い、関西相互銀行に商号を変更し、1957年1月には大阪市に本店を移転した。関西相銀は住友銀行を親密先として山城無尽時代を除き歴代トップを同行からむかえていた。
1978年、住友銀は関西地区での優位性確保を狙い、関西相銀に合併を申し入れた。当時銀行の支店新設は大蔵省によって厳しく規制されていたため、50店を超える関西相銀の店舗ネットワークは住友銀にとって垂涎の的であった。ところが、関西相銀内部において合併に対する根回しが終わらないうちに、同年7月、日本経済新聞など3紙が合併計画を報道した。この報道が伝えられるや、関西相銀の従業員や取引先から都銀に吸収されてしまえば、中小企業向け金融は担いきれないなどの声が噴出し、合併反対の気勢を上げた。この事態から同年9月下旬、両行は合併断念を表明した。合併は破談したものの、その後も関西相銀と住友銀の友好関係は堅持され、社長の派遣も継続された。1989年2月1日には普銀転換を遂げ、関西銀行に商号変更した。
バブル景気の時代を経て、バブル崩壊に直面すると関西地区は金融の火薬庫などと呼ばれ、多くの金融機関が経営破綻に追い込まれた。関西銀も融資先に不動産やノンバンク関連の比重が高く、資産の傷みはやはり大きかった。その渦中、関西銀が1998年3月末時点における資産内容の自己査定を行ったところ、不良債権を厳格に処理すれば債務超過に陥りかねないとの報告が小松健一社長のもとに届いた。報告を受けた小松は、不良債権の重圧から早く脱しなければ、金融ビッグバンにおける対応もままならなくなってしまうとして、古巣である住友銀の同期入行で頭取を務めていた西川善文に連絡を取り支援を要請した。西川は小松の要請を快諾し、1998年10月30日、関西銀は1999年1月に住友銀グループを引受先とする540億円の第三者割当増資を実施すると発表した。翌年1月、資本増強策の実施によって関西銀における住友銀グループの出資比率は82.1%となり、実質的な住友銀の子会社とされた。またこれを機に小松社長が会長に退き、後継には住友銀常務であった伊藤忠彦が就いた（同年6月から頭取に呼称変更）。
2001年4月、親会社であった住友銀はさくら銀行と合併し三井住友銀行（SMBC）と衣替えしたため、関西銀は同行の子会社となった。

### 関西さわやか銀行との合併
伊藤忠彦が頭取に就任した当初の関西銀の資産規模は、約9000億円であった。これは近隣金融機関を見渡しても見劣りする規模で、当時はメガバンクを筆頭に合従連衡が盛んとなっていた時期でもあり、伊藤も合併は選択肢の一つとして青写真を描き、シミュレーションを重ねていたところ、経営破綻した幸福銀行の受け皿銀行として設立された関西さわやか銀行が、本業のもうけを示す業務純益は少ないのに当期利益の水準が非常に高いことに気づいた。そこで関西さわやか銀の決算を精査してみたところ、旧幸福銀の受け皿銀行になる際に引き継いだ債権に対して、国の負担で多額の貸倒引当金を積んでおり、それを毎期の決算で取り崩すことを認められていたことが分かった。
伊藤は、関西銀が関西さわやか銀と合併すればバランスシートの改善が飛躍的に進むと思慮、第二地方銀行協会の例会で顔を合わせることも多く、また母校の京都大学の後輩で親しみを感じていた高橋修一関西さわやか銀頭取（現・AFGコンサルティング社長）と接触をもった。そして、懇談を重ねるうちに高橋は、関西の地銀と合併へ向け協議を進めていたが、合併比率の問題で最終合意に達していないことがわかった。伊藤はすかさず関西銀にも割って入れるチャンスがあると思慮し、合併協議を進めていた地銀と関西さわやか銀は単純合併の交渉を進めていたため、関西銀は関西さわやか銀の株式を所有するウィルバー・ロスの率いる投資ファンドから株式の8割を買い取り、その後、関西銀と関西さわやか銀が合併するとのスキームを高橋に提案した。その提案に高橋も乗り、ウィルバー・ロス側と合併交渉が進められたが、合併比率を算定する根拠となる関西銀株式の時価算定の方法などで交渉はもつれた。2003年2月には、伊藤と高橋はニューヨークまで出向いてウィルバー・ロスと交渉に臨んだ。話し合いは難交渉となったが、伊藤が強気な姿勢を貫き合併協議は合意に達した。同年7月、関西銀がウィルバー・ロスの率いる投資ファンドから関西さわやか銀株式80%を取得し、同行を子会社とした。
2004年2月1日、関西銀が関西さわやか銀を合併し、関西アーバン銀行として発足した。同年7月には関西銀がNEC製、関西さわやか銀が富士通製を使用していた勘定系システム（基幹系システム）をNEC製に統一した。
2007年頃、奈良県奈良市に本店を置く南都銀行の豊富な預金量を当て込んで経営統合を持ちかけ、統合後の名称を「都ホールディングス」とするところまで合意に至るも、その後の統合交渉が不調に終わり破断に至る。

### びわこ銀行との合併

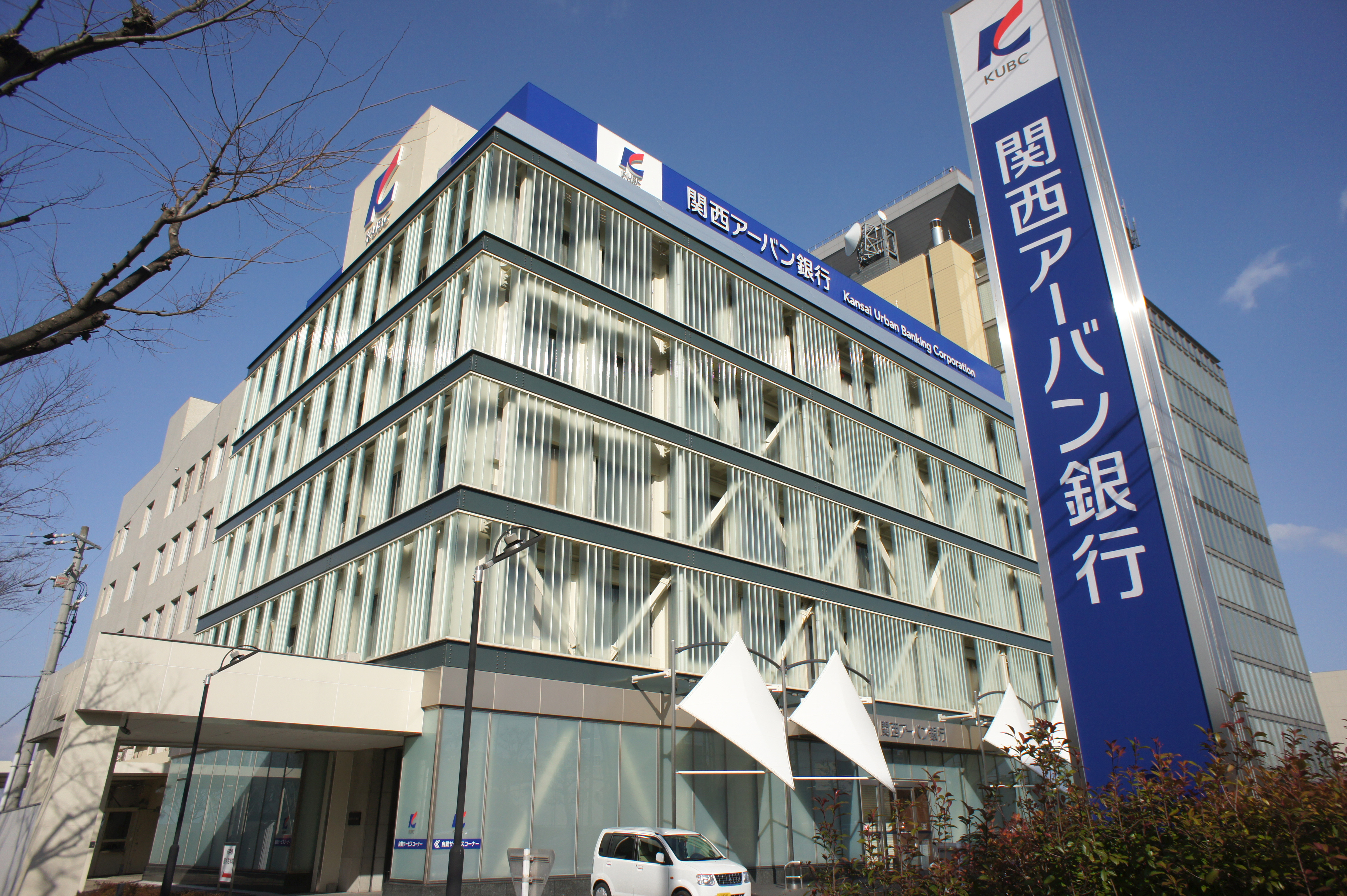
びわこ本部（滋賀県大津市）

2008年秋のリーマン・ショック影響で関西アーバン銀の取引先である不動産会社が痛手を被ったことから、規模の拡大と成長を持続させるため広域化が急務となる中、伊藤忠彦関西アーバン銀会長（当時）がかつての同僚である山田督びわこ銀頭取に合併を申し入れ、山田も滋賀銀行との競合が激化する中、存在感を発揮できないびわこ銀に限界を感じていたことから合併を決断した。関西アーバン銀はSMBCが当時約42%の株式を保有する同行の連結子会社で、伊藤会長のほか頭取も住友銀の出身であり、一方のびわこ銀もSMBCは第3位の大株主で、山田のほか前任の長尾卯頭取も住友銀出身であった。
2009年3月31日、金融・経済情勢の悪化等に備えるために新銀行の資本を手厚くすべく、関西アーバン銀がSMBCを引受先とする第三者割当増資を実施している。これら一連の合併をSMBCが主導した背景には、同じ頃に関西域内にてメガバンクの三菱東京UFJ銀行が音頭を取った泉州銀行と池田銀行の経営統合も少なからず影響したものと見られている。
2010年3月1日、関西アーバン銀がびわこ銀を吸収合併（合併比率は関西アーバン1：びわこ0.75）した。関西では初めての府県を跨いだ合併劇で、滋賀県内や隣接する京都府下での店舗に厚みを増す事になり、預金量ベースでは京都銀行、南都銀行に次ぐ規模となった。
新銀行は行名とロゴは従前の関西アーバン銀のものをそのまま存続させたが、旧びわこ銀が環境保全活動に取り組んでいたことから、旧びわこ銀行のロゴを新銀行の「環境マーク」という形で存続させた他、滋賀県大津市の旧びわこ銀行本店を「びわこ本部」として主に滋賀県、京都府内の融資案件を担当する審査第二部や、個人業務部、法人業務部、外国業務部の担当者を配置するなど一部の本部機能を置いた。この合併によって旧びわこ銀店舗での保険、投資信託など個人向け預かり資産の販売力強化が図れ、法人向けではそれまでできなかった外国為替取引や、金利スワップなどのデリバティブ商品、M&Aの提案が可能になった。また、2012年3月までの合併後2年間で累計30億円超のコスト削減効果を生み出した。
店舗統合は、2011年6月6日のゆめおうみ支店（実体店では、同年6月13日の大阪支店と京都中央支店）を皮切りに、主に京阪神圏における重複店（旧関西銀・旧関西さわやか銀間の未整理店を含む）を中心に順次実施された。また2012年以降の2年間で20億円強を投じ、約50店舗ある旧びわこ銀店舗の大半を改装し、個人客の資産運用の相談に応じるブースを設けるなどの営業体制整備を行い、店舗網が手薄な京都府南部についても新規出店を検討していた。

### 関西アーバン銀行・近畿大阪銀行・みなと銀行の3行での経営統合
2017年2月20日、中間持株会社にぶら下がる形で、関西アーバン銀行・近畿大阪銀行・みなと銀行の3行での統合を検討していることが明らかになった。2017年2月25日には、日本経済新聞において、「三井住友フィナンシャルグループとりそなホールディングスは系列の関西の地銀3行を来春に経営統合することで大筋合意した。」とする記事が掲載された。

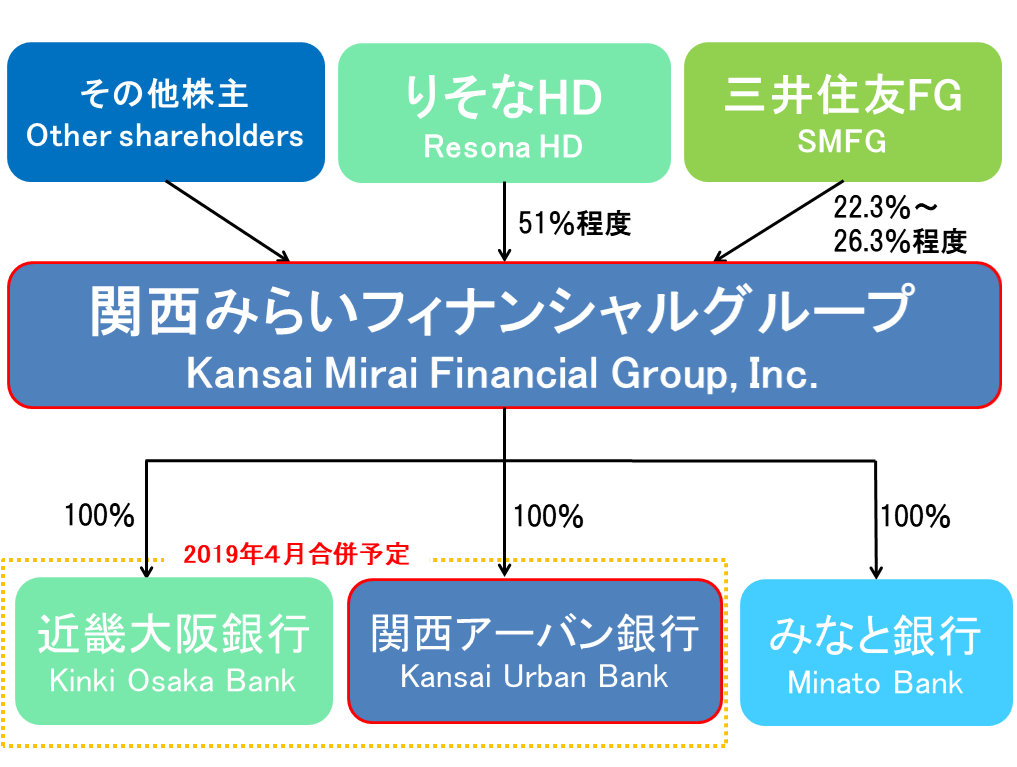
当社及びグループ各社の出資構成

2017年3月3日、りそなホールディングス、三井住友フィナンシャルグループ、近畿大阪銀行、関西アーバン銀行及びみなと銀行は、近畿大阪銀行、関西アーバン銀行及びみなと銀行の経営統合に関し基本合意に至ったことを発表した。関西アーバン銀行及びみなと銀行の三井住友フィナンシャルグループ傘下の2行と、りそなホールディングスの完全子会社である近畿大阪銀行がぶら下がる形で新たな金融持株会社をつくる。金融持株会社は、りそなホールディングスの連結子会社となり、三井住友フィナンシャルグループの持分法適用会社となる。
2017年9月26日、この統合計画について三井住友フィナンシャルグループ、りそなホールディングス、近畿大阪銀行、関西アーバン銀行及びみなと銀行の間で最終合意に至ったこと並びに新社名を関西みらいフィナンシャルグループとすること、今後段階を踏んで経営統合・システム統合並びに近畿大阪銀行及び関西アーバン銀行の会社合併を行うことが公表された。
2017年11月14日、関西みらいフィナンシャルグループが設立された。2018年2月20日、りそなホールディングスが株式公開買付けの結果、議決権所有割合ベースで株式の15.07%を取得、三井住友銀行は親会社でなくなり、その他の関係会社となった（三井住友フィナンシャルグループは2018年3月30日に親会社からその他の関係会社に変更）。同日、三井住友銀行が保有していた第一種優先株式も全てりそなホールディングスに譲渡された。
2018年4月1日、関西みらいフィナンシャルグループと株式交換を行い、同社の完全子会社となるとともに、関西アーバン銀行に代わって関西みらいフィナンシャルグループが東京証券取引所に上場した。

## 沿革

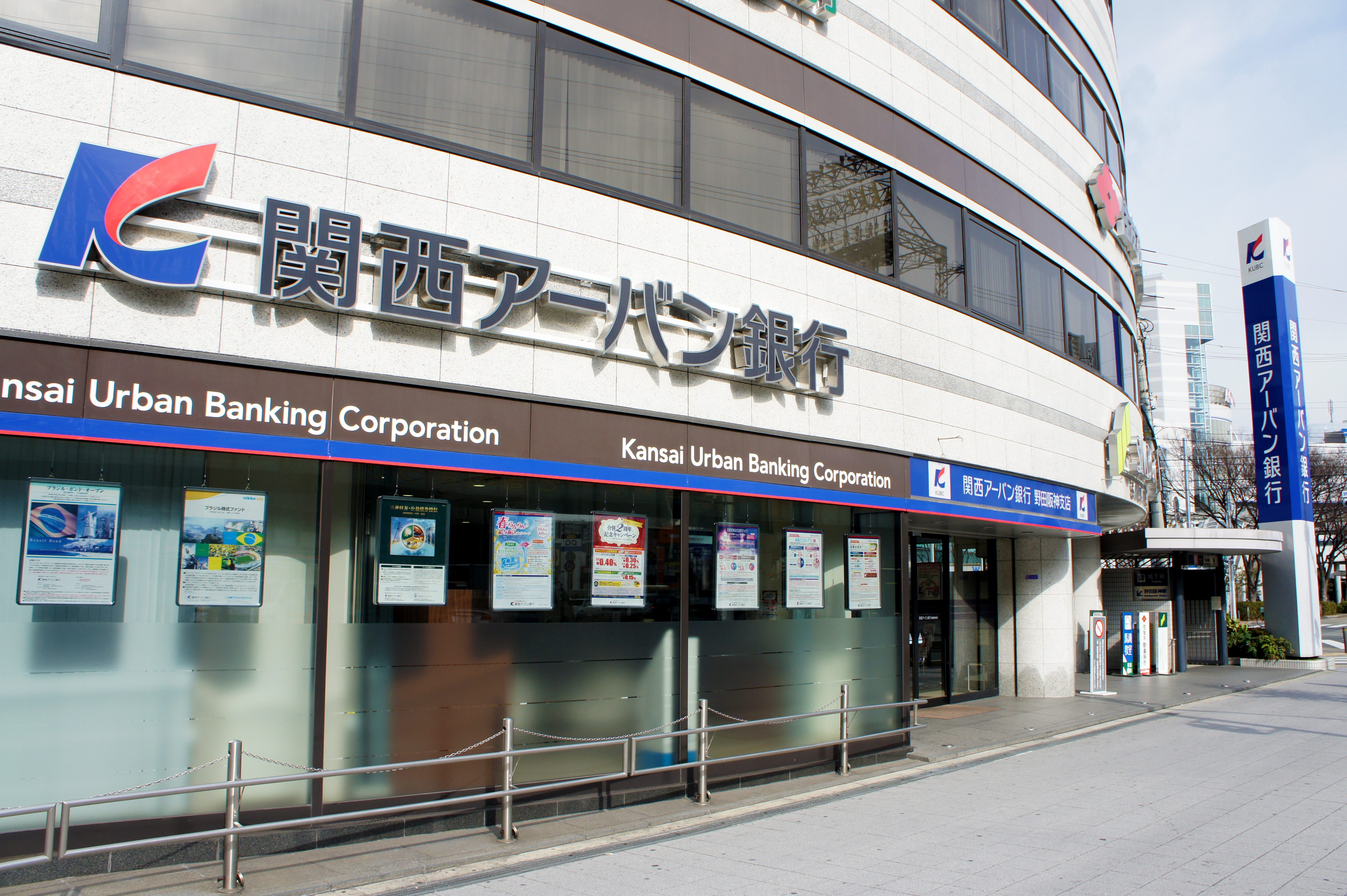
支店の例
野田阪神支店（大阪市福島区）

- 1922年（大正11年）7月1日 - 京都府相楽郡に山城無尽株式会社設立。
- 1951年（昭和26年）10月19日 - 山城無尽株式会社が株式会社関西相互銀行と商号変更。
- 1973年（昭和48年）10月15日 - 大証2部に上場（証券コード:8545）。
- 1975年（昭和50年）3月1日 - 大証1部に指定替え。
- 1989年（平成元年）2月1日 - 株式会社関西相互銀行が普通銀行に転換し、株式会社関西銀行と商号変更。
- 2000年（平成12年）9月26日 - 株式会社関西さわやか銀行設立。
- 2001年（平成13年）2月26日 - 株式会社関西さわやか銀行が株式会社幸福銀行より営業を譲り受け、営業開始。
- 2003年（平成15年）
  - 6月9日 - 関西銀行百済支店強盗事件が発生。
  - 7月1日 - 株式会社関西さわやか銀行を子会社化。
- 2004年（平成16年）2月1日 - 株式会社関西銀行を存続銀行として株式会社関西さわやか銀行と合併し、株式会社関西アーバン銀行と商号変更。
- 2005年（平成17年）4月7日 - 東証1部に上場。
- 2009年（平成21年）
  - 8月3日 - びわこ銀行との合併に先駆け、関西アーバン銀行とびわこ銀行相互間のATM出金利用手数料を無料化。
  - 9月29日 - 心斎橋にある本店の土地・建物を京阪神不動産に売却。
  - 12月7日 - びわこ銀行との合併に先駆け、八幡支店（八幡市）を京都八幡支店に改称[注釈 4]。
- 2010年（平成22年）
  - 3月1日 - びわこ銀行を吸収合併。この時点でシステム統合を行わないため、従来の店舗は、「旧関西アーバン店舗」として区別される。
  - 10月18日 - 旧びわこ店のみの対象だった大垣共立・三重の両行とのATM出金無料提携の店舗範囲を既存の関西アーバン店にも拡大。
- 2011年（平成23年）1月4日 - 旧びわこ銀の勘定系システムを関西アーバン銀のシステムに統合。
- 2013年（平成25年）7月25日 - 三井住友銀行に対し第一種優先株式を発行。
- 2017年（平成29年）
  - 2月20日 - りそなホールディングスが三井住友銀行と共同で設立する中間持株会社にぶら下がる形で、関西アーバン銀行・近畿大阪銀行・みなと銀行の3行での統合を検討していることが明らかとなる。
  - 3月3日 - 3行の統合についての取締役会の決定が発表。
- 2018年（平成30年）
  - 2月20日 - りそなホールディングスが議決権所有割合ベースで株式の15.07%を取得、三井住友銀行は親会社でなくなり、その他の関係会社となる。りそなホールディングスは三井住友銀行が保有していた第一種優先株式も全て取得。
  - 3月28日 - 東証1部上場廃止。
  - 4月1日 - 関西みらいフィナンシャルグループと株式交換を行い、同社の完全子会社となる。
  - 10月～12月：近畿大阪銀行と名称や店番が重複している店舗で名称や店番の変更を実施。（本店営業部⇒心斎橋営業部・難波支店⇒難波南支店など）
  - 12月16日 - 大垣共立・三重の両行とのATM出金無料提携を終了[36]。
- 2019年（平成31年）4月 - 近畿大阪銀行と合併し、関西みらい銀行となる。存続会社は近畿大阪銀行で、関西アーバン銀行は法人としては消滅。

## 関係会社

### 連結子会社
- 関西アーバン銀リース株式会社
- 関西総合信用株式会社
- びわこ信用保証株式会社
- 株式会社びわこビジネスサービス
- 幸福カード株式会社

## 店舗
大阪府内
- 大阪市内（大阪市） - 本店営業部1・支店24・プラザ2
- 北部（高槻市・茨木市・摂津市・吹田市・豊中市・箕面市・池田市） - 支店15・プラザ2
- 中部（枚方市・寝屋川市・交野市・守口市・四条畷市・大東市・東大阪市・八尾市・柏原市・松原市） - 支店16・プラザ5
- 南部（堺市・羽曳野市・富田林市・岸和田市・南河内郡） - 支店9・プラザ2

滋賀県内
- 大津市（大津市） - 営業部1・支店11
- 南東部（草津市・栗東市・守山市・野洲市・湖南市・甲賀市） - 支店17
- 東部（彦根市・東近江市・近江八幡市・愛知郡・蒲生郡） - 支店13・プラザ1
- 北部（長浜市・米原市） - 支店6
- 西部（高島市） - 支店3

大阪府外・滋賀県外
- 東京都 - 支店1
- 愛知県 - 支店1
- 京都府 - 支店8・プラザ3
- 兵庫県 - 支店8・プラザ1
- 奈良県 - 支店2・プラザ1
- 和歌山県 - 支店2

## 不祥事
同銀行の子会社の男性取締役が、2006年10月から2013年5月の間、交際費1,000万円超を着服し、自己の飲食費などに私的流用していたことが明らかになった（一部は、同銀行の取締役であった期間の着服，流用である。）。同銀行は、顧客被害がなかったことなどから、刑事告訴は見送り、同男性は、2013年6月に子会社を辞職している。